# Горевский сельсовет (Уренский район)
Горевский сельсовет — сельское поселение в Уренском районе Нижегородской области.
Административный центр — село Большое Горево.

## История
Статус и границы сельского поселения установлены Законом Нижегородской области от 15 июня 2004 года № 60-З «О наделении муниципальных образований — городов, рабочих посёлков и сельсоветов Нижегородской области статусом городского, сельского поселения».

## Население
| 2002  | 2010  | 2012  | 2013  | 2014  | 2015  | 2016  |
| ----- | ----- | ----- | ----- | ----- | ----- | ----- |
| 1454  | ↘1267 | ↘1237 | ↘1207 | ↘1180 | ↘1176 | ↘1144 |
| 2017  | 2018  | 2019  | 2020  |       |       |       |
| ↘1109 | ↗1112 | ↘1108 | ↘1086 |       |       |       |

## Состав сельского поселения
| №  | Населённый пункт  | Тип населённого пункта       | Население |
| -- | ----------------- | ---------------------------- | --------- |
| 1  | Большое Горево    | село, административный центр | ↘475      |
| 2  | Большое Панфилово | деревня                      | ↘104      |
| 3  | Демидовский       | починок                      | ↘4        |
| 4  | Косолапово        | деревня                      | ↘5        |
| 5  | Малое Горево      | деревня                      | ↘14       |
| 6  | Опушкино          | деревня                      | ↘84       |
| 7  | Парамоновский     | починок                      | ↗10       |
| 8  | Половинный        | починок                      | ↘93       |
| 9  | Понуровский       | починок                      | →0        |
| 10 | Рамешинский       | починок                      | →0        |
| 11 | Рогово            | деревня                      | ↘49       |
| 12 | Рябково           | деревня                      | →0        |
| 13 | Тиховодовский     | починок                      | →0        |
| 14 | Тулага            | деревня                      | ↘429      |